# مضطرب (فلم)
مضطرب (بالإنجليزية: Frantic) هو فيلم غموض أمريكي-فرنسي من إنتاج عام 1988، إخراج رومان بولانسكي وبطولة هاريسون فورد وإيمانويل سيغنر وبيتي باكلي وجون ماهوني.

## القصة
يسافر الطبيب ريتشارد ووكر (هاريسون فورد) بصحبة زوجته سوندرا (بيتي باكلي) لباريس لحضور مؤتمر طبي. في الفندق تحاول سوندرا فتح حقيبة السفر الخاصة بها لكنها لا تستطيع ذلك، يخبرها زوجها أنهم قد التقطوا حقيبة أخرى بالمطار عن طريق الخطأ، يذهب ووكر للإستحمام وعندما يخرج يجد أن زوجته قد اختفت
يبحث عنها بالفندق بمساعدة العاملين بالفندق لكنه لا يجدها، يخرج من الفندق للبحث عنها، يخبره أحد الأشخاص أنه رأى زوجته قد تم إجبارها على ركوب سيارة. يشكك في كلامه حتى يجد سوار زوجته على الأرض. يقوم بإبلاغ شرطة باريس والسفارة الأمريكية، ولكن لا يساعدوه بالشكل الكافي، ويخبروه أن هناك أمل ضئيل في أن أي شخص سوف يبحث عنها.
يذهب ووكر للبحث عنها بنفسه، ثم يقابل ميشيل (إيمانويل سيغنر)، التي كانت قد التقطت بطريق الخطأ حقيبة زوجته في المطار. تبين أن ميشيل تعمل بالتهريب ولكنها لا تعرف لصالح من هي تعمل. تساعد ووكر في البحث عن زوجته وتتوالى الأحداث.

## طاقم التمثيل
- هاريسون فورد: (د.ريتشارد ووكر)
- إيمانويل سيغنر: (ميشيل)
- بيتي باكلي: (سوندرا)
- جون ماهوني: (ويليامز)
- جيمي راي ويكس: (شاب)
- يورغو فوياجيس: (الخاطف)
- ديفيد هدلستون: (بيتر)
- ألكسندرا ستيوارت: (إيدي)
- جيرار كلاين: (غايار)
- دومينيك بينون: (وينو)

## ردود الأفعال
صدر الفيلم في المملكة المتحدة في 16 فبراير عام 1988، وفي الولايات المتحدة في 26 فبراير، وفي فرنسا في 30 مارس. وكان الفيلم مخيبا للآمال في شباك التذاكر مع إجمالي إيرادات 17,637,950 دولار، وعدم تعويض تكلفة إنتاجه. ومع ذلك كان الفيلم أكثر نجاحا في بلدان أخرى: مثل فرنسا حيث حقق 1,293,721.
في مقابل فشل الفيلم تجارياً، حقق الفيلم نجاحاً كبيراً. فقد حظي في موقع الطماطم الفاسدة (بالإنجليزية: Rotten Tomatoes) على نسبة 78٪ من آراء النقاد.

## وصلات خارجية
- مقالات تستعمل روابط فنية بلا صلة مع ويكي بيانات